# III. Musztafa oszmán szultán
III. Musztafa (Isztambul, 1717. január 28. – Isztambul, 1774. január 21.) oszmán szultán 1757-től haláláig.

## Élete

### Ifjúsága
Musztafa III. Ahmed fiaként született 1717. január 28-án.

### Trónra lépése
Musztafa unokatestvérének, III. Oszmánnak a halálakor, 1757-ben jutott a trónra. Uralkodásának első éveire a béke volt jellemző – amíg az állam ügyeit Raghib Mohammed nagyvezír erős kézzel vezette. Azonban a nagyvezír halála után napról napra észrevehetőbbé váltak a hanyatlás jelei.

### Orosz–török háború
Először II. Katalin orosz cárnővel gyűlt meg a szultánnak a baja, aki Nagy Péter szellemében a keleti kérdést megint napirendre tűzte. Az első orosz–török háborúban (1768–1774) a törökök vereséget szenvedtek. Az oroszok megszállták Havasalföldet és Moldvát, hatalmukat állandósították a két dunai fejedelemségben. Ez azért is valósulhatott meg, mert a két államalakulat lakossága vallási és politikai védelmezőjét látta az orosz cárban.
Ezek után az oroszok tengeren támadták meg az Oszmán Birodalmat: egy erős orosz hajóhad jelent meg az Égei-tengeren Orlov vezénylete alatt, és 1770. július 5-én Cseszme közelében az egész török flottát megsemmisítette. Az oroszok ezek után átlépték az Al-Dunát és benyomultak Bulgáriába, majd miután Szilisztriát elfoglalták és egy török hadat Tulcsa közelében megsemmisítettek, Várnát és Sumlát ostrom alá vették – eredménytelenül.

### Musztafa belső tettei
A szultán energikus uralkodó volt, igyekezett modernizálni a hadsereget, hogy a Birodalmat a Nyugat-Európai hatalmak szintjére hozza. Sajnos az Oszmán Birodalom már annyira hanyatlóban volt, hogy igyekezetei semmit sem értek, csak a janicsárok lázongását váltották ki. Musztafa megszerezte néhány külföldi tábornok segítségét, hogy reformokat hozzon a tüzérség és gyalogság soraiban. Ugyancsak ő rendelte el a matematika, hajózás és tudományos akadémiák felépítését.[forrás?]

## Családja
Mihrişah szultána
Aynülhayat Kadın
Adilşah Kadın
Rifat Kadın
Gyermekei:
Hibetullah szultána (1759-1762) - Mihrisahtól
Sah szultána ( 1761-1803) - Mihrisahtól
Mihrimah szultána  (1762-1762) - Aynülhayatól
III. Szelim oszmán szultán (1762-1808) - Mihrisahtól
Mihrisah szultána /2763-1769)
Beyhan szultána (1765-1824) - Adilşahtól
Hatice szultána ( 1766-1821) - Adilşahtól
Mehmed herceg ( 1767-1772) - Mihrisahtól
Fatma szultána (1770-1772)

### Halála
Musztafa mintegy 17 évnyi uralkodás után – pár nappal 57. születésnapja előtt – 1774. január 21-én hunyt el. A trónon fivére, I. Abdul-Hamid követte.